# Rocquencourt (Yvelines)
Rocquencourt è un ex comune francese di 3 323 abitanti situato nel dipartimento degli Yvelines nella regione dell'Île-de-France.
Il 1º gennaio 2019 si è unito a Le Chesnay per formare il nuovo comune di Chesnay-Rocquencourt di cui è divenuto comune delegato.

## Storia
Il 1º luglio 1815 a Rocquencourt si combatté la battaglia di Rocquencourt. Fu uno scontro di cavalleria svoltosi nei dintorni di Rocquencourt e Le Chesnay. I dragoni francesi sostenuti dalla fanteria e comandati dal generale Exelmans distrussero una brigata prussiana di ussari guidati dal colonnello Eston von Sohr (gravemente ferito e fatto prigioniero durante lo scontro).

## Società

### Evoluzione demografica
Abitanti censiti